# Stig Liljeberg

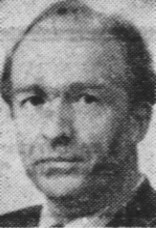
Stig Liljeberg

Stig Erik Gösta Liljeberg, född 6 juli 1899 i Maria Magdalena församling, Stockholm, död 30 oktober 1990, var en svensk arkitekt.
Liljeberg, som var son till typografen Erik Georgius Liljeberg och Johanna Karolina Selin, genomgick Tekniska skolans i Stockholm byggnadsyrkesskola 1916–1919, studerade vid Kungliga Tekniska högskolan 1919–1922 och avlade avgångsexamen 1924. Han var anställd på skilda arkitektkontor och byggnadsplatser, därav en längre tid hos arkitekt Hakon Ahlberg, hos arkitekt Ivar Callmander 1924–1931 och anställd vid Stockholms stads fastighetskontor från 1931, som byggnadsintendent från 1946. Han bedrev även egen arkitektverksamhet. Liljeberg är begravd på Sandsborgskyrkogården i Stockholm.